# Гелдерсвауде
Гелдерсва́уде — село у провінції Південна Голландія, Нідерланди. Підпорядковується муніципалітету Зутервауде. Виникло як хутір, 1 червня 2009 року отримало статус села.

## Розташування та опис
Гелдерсвауде є найпівденнішою частиною муніципалітету, воно розташоване за 1 км на північ від міста Зутермер, фактично вздовж одного шляху — Гелдерсваудсевег (нід. Gelderswoudseweg, укр. «Гелдерсваудський шлях»). Окрім цієї вулиці, у селі є ще два провулки Kerkpad і Molenslootpad. Забудову села складають 25 приватних малоповерхових будинків, деякі з яких є фермами.

## Демографія
Населення села поволі скорочується. У 1999–2009 роках тут мешкало 90 осіб (50 чоловіків і 40 жінок), а вже 2013 року населення скоротилося до 75 осіб.

## Галерея

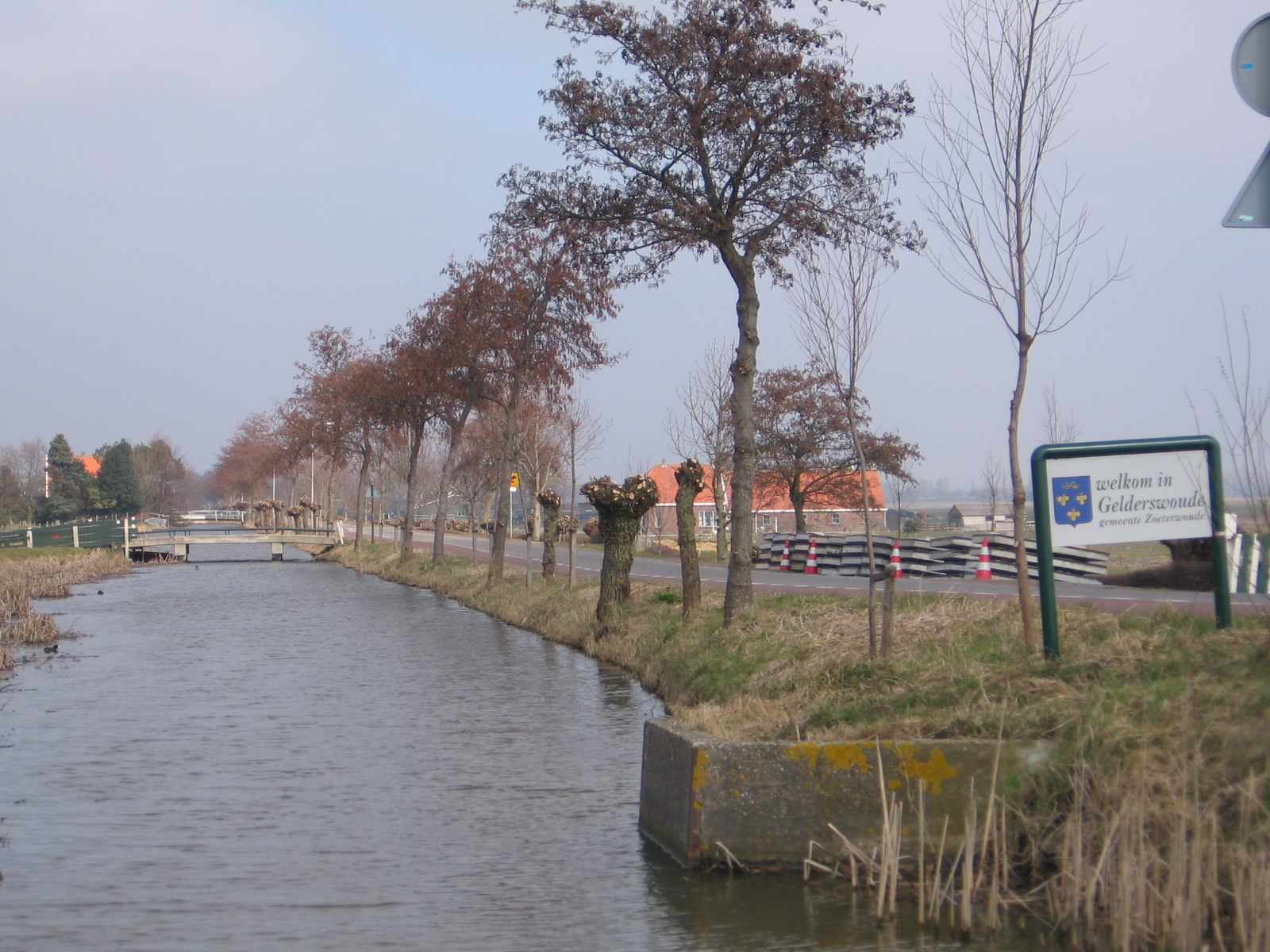
В'їзд до Гелдерсвауде
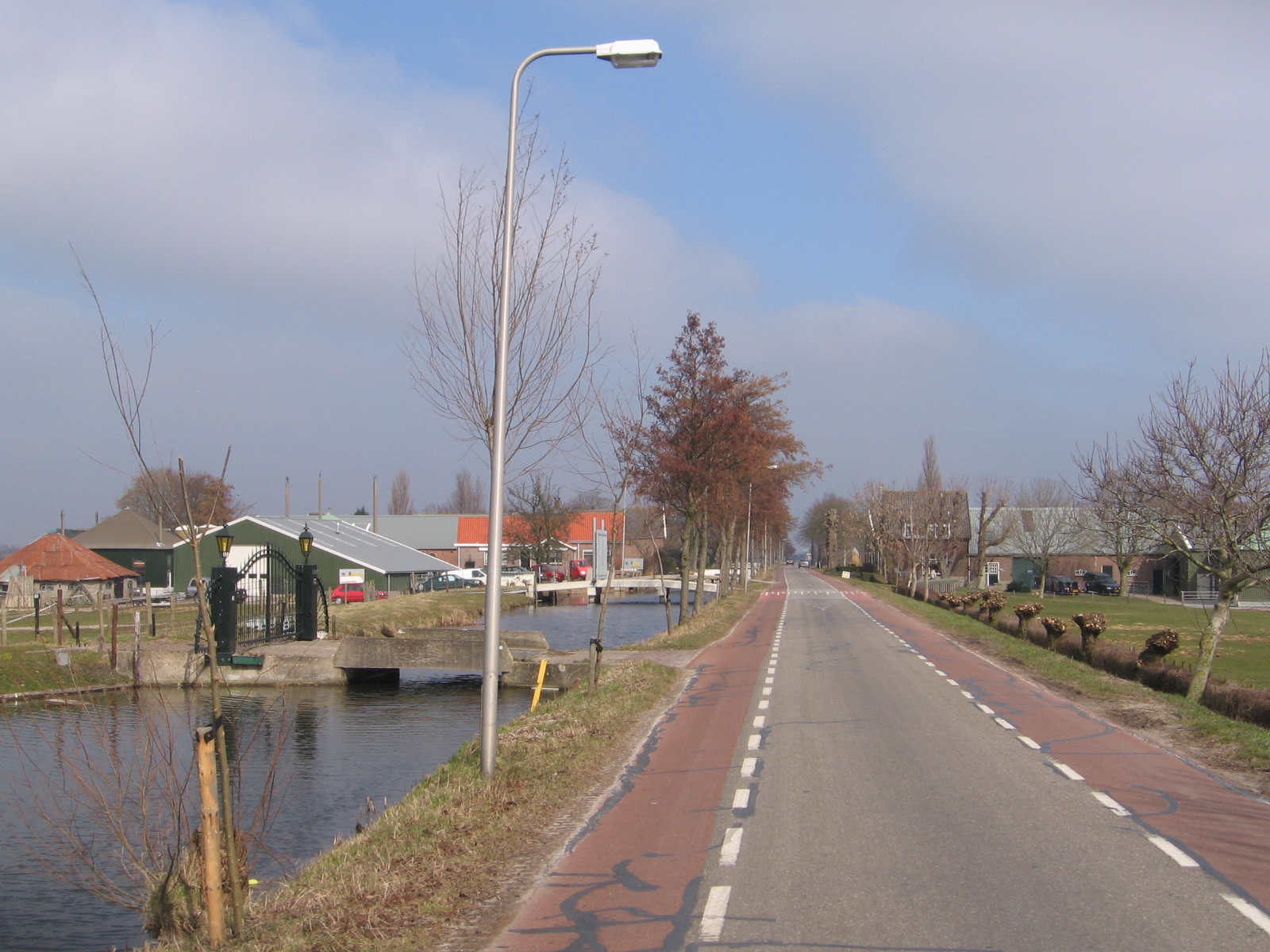
Головна вулиця села
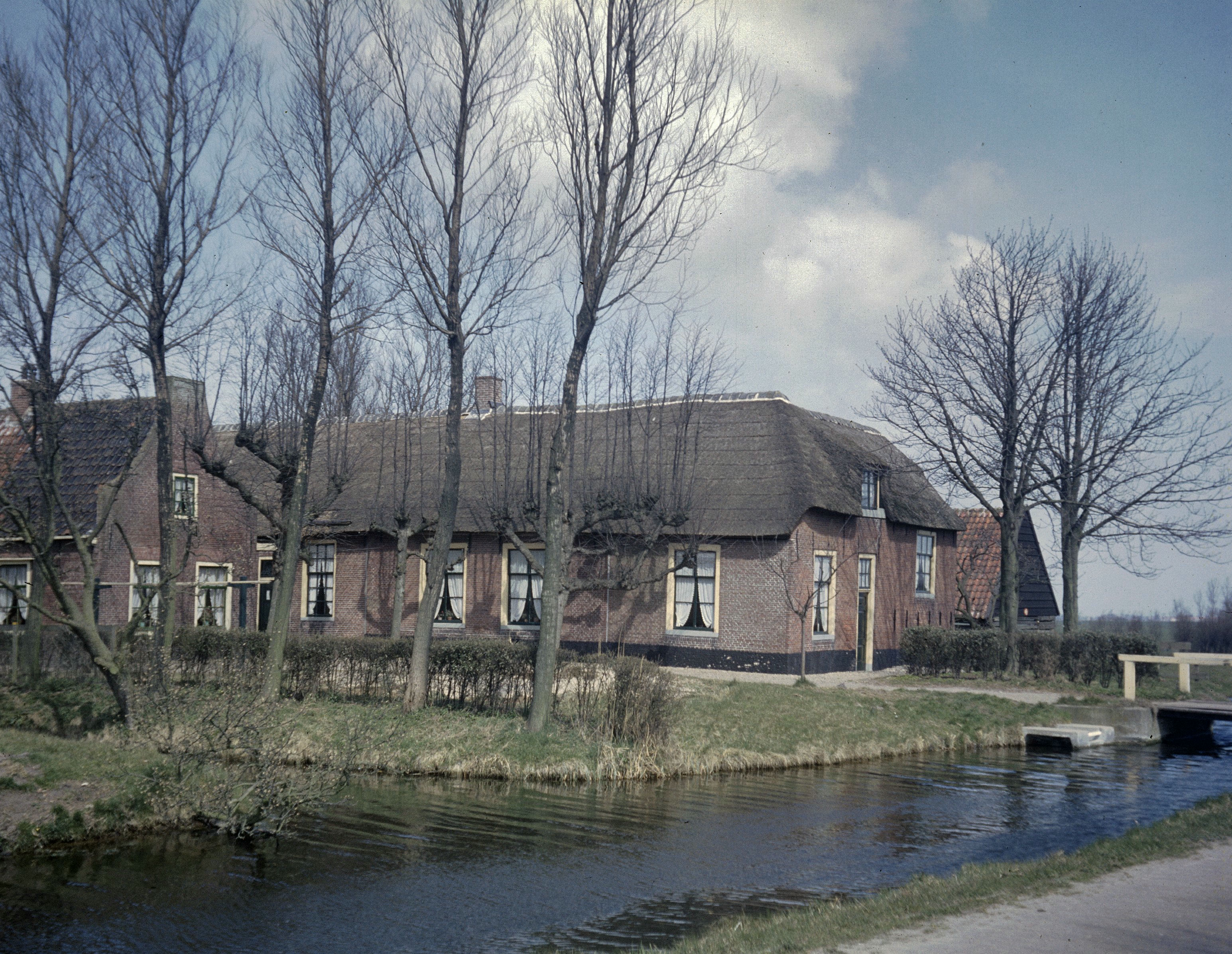
Сільський будинок. Фото 1958 року